# Fusillade de l'école n°263 à Moscou
La fusillade de l'école n°263 à Moscou est une fusillade ayant eu lieu le 3 février 2014 dans une école de Moscou, causant la mort de deux personnes. L'auteur des faits, Sergey Gordeyev (en russe : Сергей Гордеев ; également orthographié Sergei Gordeev), un lycéen de 15 ans, ouvre le feu à l'école no 263 du district d'Otradnoye, à Moscou, en Russie tuant un enseignant. Gordeyev prend ensuite 29 étudiants en otage, puis tue un policier et en blesse un autre. Il finit par se rendre aux autorités. 
Un examen médical lui reconnait des troubles psychiatriques.
Il s'agit de la deuxième fusillade attestée dans une école dans l'histoire moderne de la Russie.

## Déroulement
Vers 11h40, le lycéen Sergey Gordeyev, ayant dissimulé ses armes avec un sac et un manteau de fourrure, se rend dans son école armé d'une carabine de petit calibre et d'un fusil de chasse appartenant à son père, un colonel de police. Il menace l'agent de sécurité et se rend dans sa classe de géographie, où il tire sur son professeur, Andrey Kirillov, 29 ans (en russe : Андрей Кириллов), d'abord dans l'estomac, puis dans la tête, voyant qu'il était toujours en vie. Après avoir tué Kirillov, il prend en otage la classe de 29 étudiants. Gordeyev fait feu sur des policiers entrés dans l'école, blessant l'adjudant Sergei Bushuyev, 38 ans, et le sergent principal Vladimir Krokhin, 29 ans ; Bushuyev décède plus tard sur les lieux, tandis que Krokhin survit à une blessure par balle à l'épaule,.
Environ une heure après le début des événements, les forces spéciales interviennent sur les lieux. Gordeyev appelle d'abord sa mère avant que les forces spéciales n'appellent son père pour négocier avec lui. Il parle avec Gordeyev dans un premier temps au téléphone pendant quinze minutes avant d'être amené à l'école avec un gilet pare-balles pour lui parler personnellement ; trente minutes après, Gordeyev libère les otages. Vers 13h00, Gordeyev se rend aux autorités et est capturé. Au total, onze coups de feu ont été tirés par Gordeyev lors de la fusillade selon un rapport russe,.

## Victimes
Deux personnes ont été tuées dans la fusillade, tandis qu'une troisième a été blessée. Les victimes sont :
- Andrey Kirillov, 29 ans (enseignant, tué) ;
- Adjudant Sergey Bushuyev, 38 ans (policier, tué) ;
- Sergent principal Vladimir Krokhin, 29 ans (policier, blessé) ;

## Auteur
Sergey Gordeyev, 15 ans (né le 4 octobre 1998), a été identifié comme l'auteur de la fusillade. Il a fréquenté l'école no 263, avait une très bonne réputation et son dossier scolaire était excellent. Il a été décrit comme un "élève modèle" qui constitue "un exemple pour toute l'école".
Deux motifs possibles ont été donnés. Selon le premier, qui a été par la suite rejeté, Gordeyev a ouvert le feu par vengeance contre le professeur de géographie,,. Une autre version suggère que Gordeyev souffrait d'un trouble émotionnel, mais il n'avait eu aucun conflit apparent antérieur avec des enseignants ou des camarades de classe, bien que certains l'aient décrit comme "étrange". Sergei Gordeyev croyait en la théorie du solipsisme - c'est-à-dire que la seule vie qui existait vraiment était la sienne - et considérait les autres comme une illusion. Les plans initiaux de Gordeyev étaient de venir à l'école, de parler de ses pensées à ses camarades de classe et de se tirer une balle dans la tête ; mais il a choisi de tirer sur le professeur de géographie parce que "personne ne croyait qu'il tirerait",.
Un examen médical a confirmé que Gordeyev présentait des symptômes de schizophrénie paranoïaque. Le tribunal l'a condamné à un traitement forcé dans un hôpital psychiatrique. Plus tard, le tribunal a également obligé les parents de Gordeyev à payer une certaine somme d'argent pour soutenir le fils de l'enseignant tué.

## Réactions
La politicienne Irina Yarovaya a mentionné que l'événement pourrait être lié à des jeux vidéo violents et a recommandé un contrôle plus strict des armes à feu.
Le politicien Aleksey Pushkov a suggéré que l'exposition à la culture américaine pourrait être une cause.
Le maire de Moscou, Sergueï Sobianine, a déclaré plus tard que les écoles de Moscou devaient faire l'objet d'un examen de sécurité.
Lors d'une réunion avec des travailleurs du théâtre, le président russe Vladimir Poutine a déclaré que de telles tragédies pourraient être évitées en mettant davantage l'accent sur la culture dans l'éducation des enfants, comme les arts théâtraux.